# Семизорова, Нина Львовна
Ни́на Льво́вна Семизо́рова (род. 15 октября 1956, Кривой Рог, Днепропетровская область) — советская и российская балерина, балетный педагог. Заслуженная артистка УССР (1977), Народная артистка РСФСР (1985).

## Биография
Родилась 15 октября 1956 года в городе Кривой Рог Днепропетровской области.
В 1975 году окончила Киевское хореографическое училище (педагог Г. Н. Кириллова).
В 1975—1978 годах выступала на сцене Киевского театра оперы и балета имени Т. Шевченко.
С 1978 года — в Государственном академическом Большом театре в Москве.

## Творческая деятельность

### Главные роли
Первая исполнительница партий:
- 1981 — Фея («Деревянный принц», балетмейстер А. Б. Петров);
- 1983 — Роза («Маленький принц», балетмейстер Г. А. Майоров);
- 1985 — Дульцинея, Альдонса («Рыцарь печального образа», балетмейстер А. Б. Петров).

Основной репертуар:
- Одетта — Одиллия («Лебединое озеро» П. И. Чайковского);
- Аврора («Спящая красавица» П. И. Чайковского);
- Хозяйка Медной горы («Каменный цветок» С. Прокофьева);
- Леди Макбет («Макбет»);
- Китри («Дон Кихот» Л. Минкуса);
- Фригия, Эгина («Спартак» А. Хачатуряна);
- Раймонда («Раймонда» А. Глазунова);
- Люська («Золотой век»);
- Мехменэ Бану («Легенда о любви» А. Меликова);
- Жар-птица («Жар-птица» И. Стравинского);
- Жизель («Жизель» А. Адана);
- Вакханка («Вальпургиева ночь» на музыку Ш. Гуно);
- Никия («Баядерка» Л. Минкуса);
- Медора («Корсар» А. Адана).

### Фильмография
- 1980 — Большой балет (фильм-концерт).

## Награды
- 1-я премия и золотая медаль Международного конкурса артистов балета в Москве (1977);
- Заслуженная артистка УССР (1977);
- Народная артистка РСФСР (1985).